# Cheriton (Hampshire)
Pour les articles homonymes, voir Cheriton.
Cheriton est une paroisse civile et un village du Hampshire, en Angleterre.